# Germán Lorente
Pour les articles homonymes, voir Lorente.
Germán Lorente, né le 25 novembre 1932 à Vinaròs et mort le 26 août 2019 à Madrid, est un réalisateur, scénariste, producteur de cinéma et romancier espagnol.

## Biographie
Diplômé en droit, Germán Lorente Guarch débute comme scénariste en 1957 et écrit, entre autres, le film A sangre fría (1959) de Juan Bosch.
Il fait ses débuts de réalisateur en 1964 avec Le Désir avec Maurice Ronet et Claudia Mori. Il fait sa percée en 1966 avec le drame populaire Su nombre es Daphne avec Geneviève Grad et Michel Subor. L'acteur vedette d'Hollywood George Chakiris obtient le rôle principal dans Tu mourras dans ton cercueil (1969).
Il a remporté un prix international en 1973 pour son giallo Meurtres à Rome avec Frederick Stafford, Claude Jade et Alberto de Mendoza. Il tourne la même année Hold-up avec Nathalie Delon. Après quelques gialli, il revient avec Strip-tease (1976, avec Terence Stamp et Corinne Cléry). Après Tres mujeres de hoy (1980) avec Ana Obregón, Lorente réalise son dernier film avec La vendedora de ropa interior.

## Filmographie

### Réalisateur
- 1963 : Étrange Maria (Antes de anochecer)
- 1964 : Le Désir (Donde tú estés)
- 1964 : Le Voyou (Playa de Formentor)
- 1965 : Vivir al sol
- 1966 : Su nombre es Daphne
- 1968 : Un día después de agosto
- 1968 : Une fille nommée désir (Amor en un espejo)
- 1969 : Tu mourras dans ton cercueil (Sharon vestida de rojo)
- 1969 : Las nenas del mini-mini
- 1971 : Una chica casi decente (es)
- 1971 : Coqueluche
- 1972 : ¡Qué cosas tiene el amor!
- 1974 : Meurtres à Rome (La chica de Via Condotti)
- 1974 : Hold-up (Hold Up, instantánea de una rapina)
- 1975 : Sensualidad
- 1977 : Striptease (ca)
- 1977 : La violación
- 1978 : Venus de fuego
- 1980 : Tres mujeres de hoy
- 1982 : Adolescencia
- 1982 : La vendedora de ropa interior (es)